# Indocladius clivus
Indocladius clivus är en tvåvingeart som beskrevs av Chaudhuri och Bhattacharyay 1989. Indocladius clivus ingår i släktet Indocladius och familjen fjädermyggor. Inga underarter finns listade i Catalogue of Life.